# 谢镇藩
谢镇藩，清朝政治人物。举人出身。
谢镇藩曾于1764年接替张良柱任娄县知县一职，1769年由曾鸿远接任。